# Baldassare Reina
Baldassare Reina (* 26. listopadu 1970 San Giovanni Gemini) je italský římskokatolický kněz a biskup, od 6. října 2024 generální vikář pro město Řím a tedy faktická hlava diecéze Řím (oficiálně je hlavou papež), arcikněz baziliky sv. Jana v Lateráně, velký kancléř Papežské lateránské univerzity a designovaný kardinál.

## Život
Po studiích v Agrigentu a na Papežské univerzitě Gregoriana byl v roce 1995 vysvěcen na kněze. Roku 1998 obdržel licenciát z biblické teologie na Gregorianě. Působil v agrigentské arcidiecézi, až do roku 2022, kdy začal pracovat na Dikasterium pro klérus.

### Biskupská služba
27. května 2022 jej papež František jmenoval titulárním biskupem diecéze Aquae in Mauretania a pomocným biskupem pro diecézi Řím. a 29. června téhož roku přijal biskupské svěcení. Od roku 2023 působil jako Vicegerent římské diecéze s titulem arcibiskupa. 

### Kardinálská kreace
V neděli 6. října 2024 papež papež František oznámil, že na 8. prosince 2024 svolá konzistoř, v níž bude jmenovat 21 nových kardinálů a mezi nimi také Mons. Reinu. Reina byl zároveň jmenován generálním vikářem pro město Řím.